# G.
G. es una novela de 1972 de John Berger, ambientada en la Europa anterior a la Primera Guerra Mundial. Su protagonista, llamado "G.", es un amante de las mujeres tipo don Juan o Casanova, que poco a poco va adquiriendo conciencia política tras desventuras por todo el continente. La novela narrativa experimental y no lineal de Berger ganó el premio James Tait Black Memorial de ficción y el premio Booker. En la ceremonia del Premio Booker, Berger criticó al patrocinador Booker-McConnall por explotar el comercio en el Caribe durante los últimos 130 años.  Berger también donó la mitad del dinero del premio al movimiento británico Black Panther. 

## Trama
El protagonista epónimo G. nace como hijo ilegítimo de un mayorista de frutas confitadas de Livorno y de una mujer británica de 26 años, mental y financieramente muy independiente y cercana a la Sociedad Fabiana. Su padre quiere que se llame Giovanni y en la escuela le ponen el sobrenombre de Garibaldi, su verdadero nombre no se revela en la novela. Creció en una finca inglesa con su prima, con quien mantuvo una relación incestuosa, y posteriormente ingresó a un internado. En la narración no lineal, interrumpida por reflexiones ensayísticas, se relatan principalmente las experiencias sexuales de G., que tienen lugar en el contexto de importantes acontecimientos históricos en los que G., sin embargo, no está interesado. A la edad de once años, experimentó los disturbios de los trabajadores de Milán de 1898 cuando conoció a su padre. Una joven italiana lo salva de las tropas del general Fiorenzo Bava Beccaris, que están ejerciendo una violencia extrema contra los manifestantes, y él descubre una fascinación por ella sin poder nombrarla todavía. A los 14 años es seducido por su prima. En 1910 estuvo presente en Brig cuando Jorge Chávez despegó en un avión para el primer cruce de la cadena principal alpina y sedujo a una camarera mientras estaba allí. Poco después recibe un disparo de un industrial francés, con cuya esposa también estaba involucrado, y yace en el mismo hospital donde Chávez muere tras su aterrizaje forzoso. Cuando estalla la Primera Guerra Mundial, está en Londres y al principio se alegra de que ahora haya tantas mujeres accesibles sin marido ni prometido, pero le repugna el patriotismo de las viudas guerreras. Hace que el Ministerio de Asuntos Exteriores británico lo envíe a Trieste y luego a Austria, donde se supone que establecerá contactos con irredentistas italianos que esperan que Italia entre en la guerra del lado del Entente Cordiale. Establece vínculos eróticos con la esposa de un banquero austriaco, quien generosamente se la presta para un baile. En cambio, G. acude al baile con la proletaria eslovena Nuša, a quien antes viste con ropas suntuosas. A cambio de acompañarlo, le promete un pasaporte (falsificado), que podrá utilizar para ayudar a su hermano, que tiene contactos con la Joven Bosnia, a abandonar el país antes de que comience la guerra. La aparición de la pareja en el baile provoca un escándalo, Nuša es golpeada por la esposa del banquero, ambos tienen que pasar la noche bajo custodia policial y G. debe abandonar el país en un plazo de 36 horas. En cambio, le da a Nuša su pasaporte como le había prometido. Al mismo tiempo, la noticia de la declaración de guerra de Italia a Austria (23 de mayo de 1915) provoca violentos disturbios entre la oprimida población eslovena, en los que esta vez participa G. Luego es asesinado por sus contactos italianos en el puerto. La novela termina con una descripción de los reflejos de luz sobre las aguas del Adriático.

## Estructura
La novela está dividida en cuatro partes y un total de diez capítulos, con citas y subtítulos ocasionalmente insertados. Se mantiene en tiempo presente en todo momento, la perspectiva narrativa es predominantemente personal, es decir, el lector experimenta lo que G. ve, oye y experimenta. Berger evita psicologizar: el lector debe determinar qué siente G., cómo evalúa y reflexiona sobre sus vivencias, a partir de sus acciones. Los párrafos son muy generosos, como sospecha el estudioso de la literatura estadounidense George Steiner, como una invitación al lector a insertar comentarios, ya que Berger ve la lectura como un acto de colaboración.  El propio narrador interrumpe repetidamente la historia con reflexiones sobre su propia narración:  La descripción de la primera relación sexual de G se ve interrumpida por una digresión multifacética sobre la imposibilidad de prometer adecuadamente una experiencia sexual, ya que en el acto sexual el cuerpo del otro es en su individualidad y distintividad se perciben, mientras que las palabras siempre se refieren a significados supraindividuales. Como solución, Berger ofrece dibujos sencillos de órganos sexuales, que se intercalan en varios lugares a lo largo del texto. 

## Interpretación
El estudioso de la literatura británica Joseph H. McMahon interpreta G. como una novela marxista: La cuestión central es si puede haber una reconciliación entre sexualidad y sociedad. La novela está dedicada a la esposa de Berger "Anya y sus hermanas de la liberación femenina", un movimiento social al menos potencialmente revolucionario cuyas preocupaciones son a la vez auténticas expresiones de la sexualidad femenina y la justicia social para las mujeres. En busca de tales posibilidades, la novela describe tres posibilidades de vida social: la primera es el mundo del feudalismo, que ha sobrevivido a sí mismo y sólo existe en rituales rígidos. Está representado por el primo de G en su finca. El segundo es el de la burguesía moderna, en la que las mujeres se convierten en propiedad y en la que se explota a las clases bajas. El tercero fue el sueño no realizado de una sociedad en la que las perspectivas revolucionarias y la energía sexual estuvieran indisolublemente ligadas; ya no puede haber un don Juan en esta sociedad, de ahí la caída de G al final de la novela. 
Según el estudioso inglés Stefan Welz, el protagonista G. aparece como un individuo no integrado en la sociedad: impersonal, distante, fragmentado. La alienación en la que vive se ve exacerbada por el hecho de que prácticamente nació en el exilio. Sólo puede encontrar una solución a esta alienación en el acto sexual, en el que para él se unen “individualización, originalidad y concentración en el valor intrínseco”. Para las mujeres con las que se acuesta, el acto también significa volver a sí: en los brazos de G, la esquizofrenia a la que les habían enseñado a mirarse siempre críticamente desde fuera, que Berger describe en una digresión posterior, queda abolida. Este don Juan es subversivo en el sentido de que no sólo trasciende los límites de la sociedad de clases y la moralidad, sino que también permite que las mujeres sean ellas mismas.  Sólo al final G. puede involucrarse en la sociedad, pero lo paga con la vida. Esta sección final comienza con el recuerdo personal de Berger de un niño enmascarado, que lleva el evocador título “El invitado de piedra”. 
Annegret Maack ve la influencia del crítico cultural Walter Benjamin en el cambio de G. hacia el compromiso social, según el cual es tarea de las masas romper el continuo histórico: En Milán de 1898 G. sigue pasivo, pero en Trieste 1915 participa activamente. En el montaje de Berger de acontecimientos históricos y experiencias individuales, el paso del tiempo no se cuenta simplemente cronológicamente; más bien, el objetivo de Berger es reproducir los elementos disponibles para la memoria, "momentos del pasado que se hacen presentes en la conciencia de un experimentador". En esto sigue la idea de historia del historiador británico Robin George Collingwood, según la cual la historia siempre consiste en el acto consciente de recordar el pasado. Esta idea también se cita en la novela. En la medida en que Berger combina en este sentido historia, narrativa y teoría de la novela, ve a G. como una “novela metahistórica”. 

## Recepción y premios
Berger recibió el premio James Tait Black Memorial y el premio Booker por la novela. donó la mitad del premio en metálico de 5.000 libras esterlinas al Partido Pantera Negra para protestar contra la continua explotación del Caribe. La empresa Booker, McConnell Ltd., que fundó el premio, así como toda la Europa moderna, se habríann beneficiado enormemente de esto y del trabajo esclavo asociado durante los últimos 180 años. 
Los críticos literarios y libreros ingleses criticaron la selección del comité del Premio Booker y el libro no se vendió bien.  George Steiner, quien ayudó a conseguir el premio, vio tanto fascinaciones como debilidades en G. Utilizando una cita de Henry James, lo describió como un “libro monstruoso suelto y holgado”, pero al mismo tiempo seductor y cargado de emociones y que no subestima a sus lectores: “Sr. Berger escribe para adultos”. 
G fue elogiado por los críticos literarios alemanes.  Cuando se publicó la traducción alemana en 1990, Die Zeit calificó la novela como “una potencia de modernidad literaria que casi estaba a punto de estallar en forma y contenido”.  El estudioso de la literatura británica Andy Merrifield elogia el libro como “ingenioso, brillantemente concebido, imaginativo, sexy, interesante, una obra de gran modernidad, ejecutada por un maestro de la artesanía modernista”. 